# Mormia similis
Mormia similis är en tvåvingeart som beskrevs av Wagner 1987. Mormia similis ingår i släktet Mormia och familjen fjärilsmyggor.
Artens utbredningsområde är Tunisien. Inga underarter finns listade i Catalogue of Life.